# Alexandros Margaritis
Alexandros Margaritis, född 1984 är en grekisk racerförare.

## Racingkarriär
Margaritis är grek, men född i Tyskland. Han tävlade i DTM med relativ framgång för Mercedes-Benz, men lämnade serien efter 2007. Han ska tävla i en GT-klass i Le Mans 24-timmars 2008.